# ロレンツォのオイル/命の詩
『ロレンツォのオイル/命の詩』（ロレンツォのオイル/いのちのうた、原題：Lorenzo's Oil）は、1992年のアメリカ映画。ジョージ・ミラー監督。
難病副腎白質ジストロフィーに悩むひとり息子ロレンツォを助けるため、解決策を必死に探すオドーネ夫妻の実話に基づく物語。

## あらすじ
ひとり息子であるロレンツォの難病を治すことの出来る医師がいないと知り、オドーネ夫妻（夫アウグストと妻ミケーラ）は医学的知識がないにもかかわらず、自力で治療法を探すことを決意する。
治療法を見つけ出すため、もはや手の尽くしようがないと信じる医師、科学者、支援団体らと夫妻は衝突する。しかし自らの意志を貫き、医学図書館に通い詰め、動物実験を参照し、世界中の研究者や一流の医学者らに問い合わせ、さらに自ら副腎白質ジストロフィーに関する国際的シンポジウムを組織するに到る。
死に物狂いの努力にかかわらず、息子の様態は日々悪化する。次第に彼らが参加していた支援団体のコーディネーターからも疑念が抱かれる中、彼らは食事療法として特定のオイル（実際にはエルカ酸とオレイン酸のトリグリセリドを1:4の割合で配合したもの）に関する治療法を思いつく。100以上の世界中の会社に問い合わせた結果、適切な方法で蒸留することが出来る定年間近の英国老化学者を探し出す。

## キャスト
※括弧内は日本語吹き替え
- アウグスト・オドーネ - ニック・ノルティ（小川真司）
- ミケーラ・オドーネ - スーザン・サランドン（小山茉美）
- ロレンツォ・オドーネ - ザック・オマリー・グリーンバーグ（英語版）（高山みなみ）
- ガス・ニコライス教授 - ピーター・ユスティノフ（田中明夫）
- デアドラ・マーフィ - キャスリーン・ウィルホイト（井上喜久子）
- ジュダロン医師 - ジェリー・バマン（上田敏也）
- 若き教師 - ローラ・リニー

## その後について
その後、ロレンツォは処置が遅れたため劇的な回復は見られなかったものの、簡単な意思表示や、絵本や音楽を楽しむまでには回復した。
母ミケーラが2000年7月に肺癌により亡くなり、父アウグストがその後も看病していたが、2008年5月30日にロレンツォは誤嚥性肺炎のために死去した(30歳没)。
アウグストは2013年10月26日に亡くなった。

## 実話との比較
オドーネ夫妻など、登場人物の名前は実際の名前を使っている。夫婦が専門家を訪ね歩きディスカッションをしたり、専門家を集めたカンファレンスを開くなどの描写はすべて実話である。劇中の最後には、ロレンツォのオイルで命が助かった子供たちの実際の笑顔の映像が流れる。
なお、日本では「銀行家のオドーネ夫妻」と紹介されているが、作中でも実話でもアウグスト・オドーネは国際連合の専門機関である世界銀行の職員（エコノミスト）であり、「銀行家」という肩書は適切ではない。

## ロレンツォのオイルの医学的効果
副腎白質ジストロフィー adrenoleukodystrophy（ALD）は、ロレンツォが発症した1982年当時治療方法がまったくなく、診断されてから多くは2年以内に死亡することが多かった。オドーネ夫妻が考案した「ロレンツォのオイル」はオレイン酸とエルカ酸の混合物で、ALDの病態である脱ミエリン化を起こす極長鎖脂肪酸（VLCFA）を低下させる一種の栄養療法である。
映画にあるように、血中VLCFA値の低下作用は明らかだったが、治療効果については当時より賛否両論だった。多くの患児の両親が「ロレンツォのオイル」を求めて争って投与したが、実際にはALD症状改善を認めることは少なかった。植物状態で死を待つだけだったロレンツォが「ロレンツォのオイル」によって劇的に改善し、両親との意志疎通さえも可能となる映画のラストが感動的だっただけに、逆に多くの両親の失望は大きかったといえる。映画公開の翌年である1993年に「ロレンツォのオイルは無効である」という論文が発表されており、さらにEditorialで「医学は映画のように簡単にはいかない」という痛烈な批判がなされたことが決定的だった。
映画の中で、両親の性急さをしばしば諌め、ALDの全患児に責任ある医師の立場として「ロレンツォのオイル」の臨床使用を断る、いわば「悪役」としてのニコラウス教授のモデルとなったのは、ALDの世界的な権威だったヒューゴ・モーザーである。しかし実は、「ロレンツォのオイル」が無効と言われ、詐欺師やインチキとまで批判されたロレンツォの両親を、最後まで支持し擁護していたのがそのモーザー医師である。「オイル」の臨床試験を地道に続け、2005年に「ロレンツォのオイルはすでに症状が進行した患児には無効だが、血中VLCFA値が高値を示す児の発症予防や症状軽減には有効」という画期的な論文を出した。
現在では、スクリーニングによって発症前の患児を見つけ、早期から「ロレンツォのオイル」を投与して発症予防を行うというプログラムが、北米では進められている。

## ノミネート
スーザン・サランドンはこの映画でアカデミー主演女優賞とゴールデングローブ賞主演女優賞にノミネートされ、ジョージ・ミラーもアカデミー脚本賞にノミネートされた。